# Flughafen Wakkanai

i7
i11
i13
Der Flughafen Wakkanai (japanisch 稚内空港 Wakkanai Kūkō, IATA-Code: WKJ, ICAO-Code: RJCW) ist der Flughafen der japanischen Stadt Wakkanai und liegt etwa elf Kilometer östlich dieser, direkt an der Küste. Der Flughafen Wakkanai gilt nach der japanischen Gesetzgebung als Flughafen 2. Klasse. Es ist der nördlichste Flughafen Japans.
Er wird vom japanischen Ministerium für land, Infrastruktur, Transport und Tourismus betrieben.

## Geschichte
Der Flughafen Wakkanai wurde 1960, zunächst mit einer 1200 Meter langen Start- und Landebahn,  eröffnet.
1987 wurde die Start- und Landebahn auf 1800 Meter verlängert und ein neues Terminal auf der Südseite der Start- und Landebahn eröffnet, um den Flugbetrieb abzuwickeln.
Im Jahr 1988 wurde die Start- und Landebahn erneut auf 2000 Meter verlängert und ein Instrumentenlandesystem (ILS) installiert. Das Terminalgebäude wurde 1998 erweitert.

## Flughafenanlagen
Der Flughafen besitzt eine asphaltierte Start- und Landebahn mit der Ausrichtung 08/26. Sie ist 2000 Meter lang und 45 Meter breit. Ein Instrumentenlandesystem ist vorhanden.

## Fluggesellschaften und Ziele
All Nippon Airways verbindet Wakkanai mit Sapporo.

## Verkehrszahlen
Im Jahr 2022 wurden 158.014 Passagiere und 179 Tonnen Fracht befördert.